# Гревениц, Георгий Александрович
Барон Георгий Александрович Гревениц (нем. Georg Ludwig Abraham Gräwenitz; 1857—1939) — российский дипломат; шталмейстер, действительный статский советник.

## Биография
Родился 21 сентября (3 октября) 1857 года в Санкт-Петербурге. Отец — барон А. Ф. Гревениц.
Воспитанник Анненшуле (1875). Вступил в службу 12 января 1880 года, в ведомство Министерства иностранных дел; был чиновником особых поручений, в 1899 году занимал пост советника МИД.
Был произведён 1 апреля 1901 года в действительные статские советники; служил секретарём российского посольства в Лондоне (с 1901) и министром-резидентом в Саксен-Веймаре (1904—1908).
Делопроизводитель секретариата Государственной думы. С 1913 года — шталмейстер.
С 1918 года — в эмиграции. Был председателем Комитета по делам русских в Финляндии, Русского собрания в Риме, делегат Российского Зарубежного съезда в Париже в 1926 году от русской эмиграции в Италии.
Умер 22 августа 1939 года в Эсслингене (Seftingen?) под Штутгартом (Германия).

## Награды
российские
- орден Св. Анны 2-й ст. (1894)
- орден Св. Владимира 3-й ст. (1897)
- орден Св. Станислава 1-й ст. (1905)

иностранные
- черногорский орден Князя Даниила I 3-й ст. (1890)
- орден Дракона Аннама, офицерский крест (1890)
- прусский орден Короны 2-й ст. со звездой (1894)
- гессенского ордена Филиппа Великодушного командорский крест 2-й ст. (1895)
- ордена Румынской Короны командорский крест (1896)
- вюртембергского ордена Фридриха командорский крест 2-й ст. (1897)
- испанского ордена Изабеллы Католической командорский крест со звездой (1897)
- австрийского ордена Франца Иосифа командорский крест со звездой (1897)
- ордена Почётного легиона офицерский крест (1897)
- орден Сакс-Эрнестинского дома 1-й ст. (1907)
- саксен-веймарский орден Белого сокола 1-й ст. (1908)

## Семья

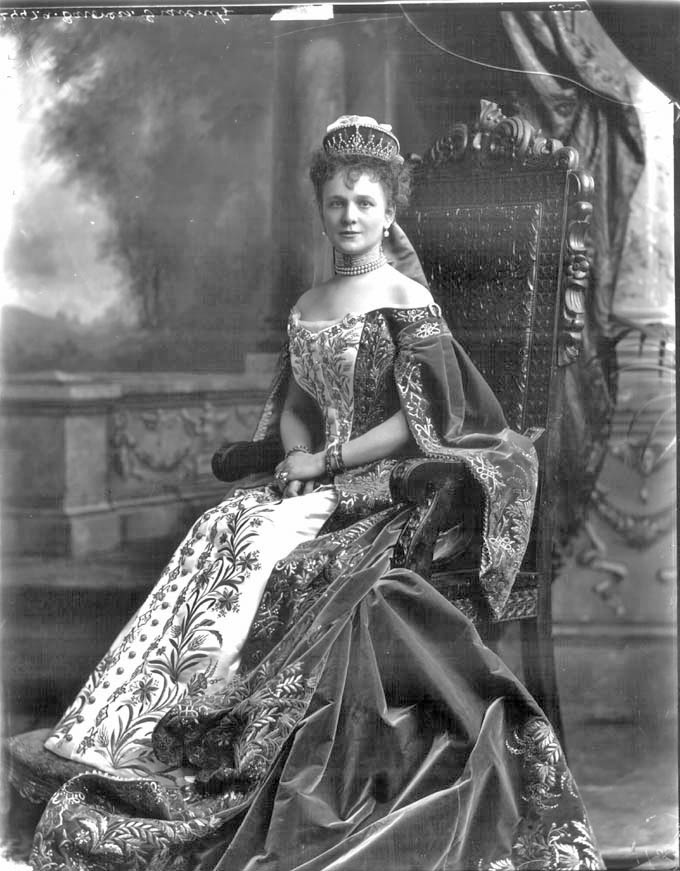
Мария Карловна фон Гревениц (Мария Элизабет Агнес Сименс; 1860, Санкт-Петербург — 1939, Баден-Баден)

Был женат с 11 октября 1884 года на Марии Карловне Сименс.